# Kornelia Grosicka
Kornelia Grosicka (* 23. Juni 1999 in Stettin) ist eine polnische Fußballspielerin. Seit dem 9. Januar 2025 ist sie ohne Verein, nachdem sie zuletzt für den 1. FFC Turbine Potsdam neun Punktspiele in der Bundesliga bestritten hatte.

## Karriere
Grosicka spielte in der Saison 2016/17 für den in ihrer Geburtsstadt ansässigen MKS Olimpia Szczecin erstmals im Seniorinnenbereich Fußball. Bis zum Ende der Saison 2019/20 kam sie durchgängig in der Ekstraliga Kobiet, der höchsten Spielklasse im polnischen Frauenfußball, zu Punktspielen, zuletzt 20 Mal, in denen sie drei Tore erzielte. Anschließend gehörte sie dem Ligakonkurrenten KKS Czarni Sosnowiec an, für den sie bis Saisonende 2022/23 spielte. Mit der Mannschaft gewann sie 2021 das Double (Meisterschaft und Pokal) sowie 2022 ein zweites Mal den nationalen Vereinspokal, nachdem Śląsk Wrocław am 26. Mai im MOSiR-Stadion Danzig mit 4:0 bezwungen wurde.
Das erste Mal im Ausland, kam sie in der Saison 2023/24 für den SV Meppen – der sie am 12. Juli 2023 unter Vertrag genommen hatte – in allen 26 Saisonspielen der 2. Bundesliga zum Einsatz, in denen sie sieben Tore erzielte. Ihr Debüt gab sie zum Saisonstart am 20. August 2023 beim 1:0-Sieg im Heimspiel gegen den 1. FFC Turbine Potsdam und ihr erstes Tor gelang eine Woche später beim 2:0-Sieg im Auswärtsspiel gegen die SG 99 Andernach mit dem Treffer zum Endstand in der 55. Minute.
Am 3. Juli 2024 wurde sie vom Bundesligaaufsteiger 1. FFC Turbine Potsdam verpflichtet. Ihr Pflichtspieldebüt war zugleich ihr Bundesligadebüt; zum Saisonauftakt am 30. August 2024 verlor sie im Heimspiel gegen den amtierenden Meister FC Bayern München mit 0:2. Neun Tage später debütierte sie in der 2. Runde des DFB-Pokalwettbewerbs beim 2:0-Sieg über den Drittligisten FC Viktoria 1889 Berlin. In der Rückrunde der Saison 2024/25 wird sie den Verein nicht mehr unterstützen können, da sie sich mit ihm über eine vorzeitige Vertragsauflösung einig geworden ist.

## Erfolge
- Polnischer Meister 2021
- Polnischer Pokalsieger 2021 (ohne Einsatz), 2022